# Modelle von Behinderung
Modelle von Behinderung sind analytische Werkzeuge in der Disability Studies, die dazu dienen, die verschiedenen Arten und Weisen zu artikulieren, wie Behinderung von Einzelpersonen und der Gesellschaft im Allgemeinen konzeptualisiert wird. Behindertenmodelle sind nützlich, um Meinungsverschiedenheiten in der Behindertenpolitik zu verstehen, Menschen über Ableismus aufzuklären, eine behindertengerechte Gesundheitsversorgung bereitzustellen und die Lebenserfahrungen behinderter Menschen in Worte zu fassen.
Die am häufigsten diskutierten Modelle sind das Medizinisches Modell von Behinderung, das Behinderung als Folge medizinischer Störungen betrachtet, und das Soziales Modell von Behinderung das Behinderung stattdessen als Folge gesellschaftlicher Ausgrenzung und Diskriminierung betrachtet.
Verschiedene Modelle können kombiniert werden: Das medizinische Modell wird häufig mit dem Tragödienmodell kombiniert, das Behinderung als persönliches Unglück betrachtet. Zusammen bilden sie in der westlichen Gesellschaft vorherrschende Ansichten über Behinderung. Andere Modelle stehen in direktem Gegensatz dazu: Das Affirmationsmodell, das Behinderung als positive Form sozialer Identität betrachtet, ist von Natur aus unvereinbar mit dem Tragödienmodell.
Zur Beschreibung gegensätzlicher Behinderungen können unterschiedliche Modelle verwendet werden: Beispielsweise kann eine autistische Person, die auch am Myalgische Enzephalomyelitis/Chronisches Fatigue-Syndrom erkrankt ist, ihren Autismus durch das Bestätigungsmodell betrachten, ihr ME/CFS jedoch durch das medizinische Modell.

## Defizitorientierte Modelle
Diese Kategorie von Modellen konzentriert sich auf verschiedene Defizite behinderter Menschen, wie etwa das medizinische Modell (ein Defizit im Gesundheitsbereich) und das Rehabilitationsmodell (ein Defizit im Beschäftigungsbereich).

### Behinderung als persönliches Problem

#### Tragödienmodell
Das Tragödienmodell betrachtet Behinderung als individuelles Unglück. Es ist eine der vorherrschenden Konzeptualisierungen von Behinderung in der westlichen Gesellschaft. Es handelt sich im Allgemeinen um eine individualistische Sichtweise von Behinderung: Jede Behinderung ist eine individuelle, persönliche Tragödie.
Das Tragödienmodell wird als behindertenfeindlich kritisiert; es ist mit der Ansicht verbunden, dass das Leben mit einer Behinderung schlimmer sei als der Tod. Im Tragödienmodell wird Mitleid als angemessene Reaktion auf Behinderung angesehen. Das Tragödienmodell liegt einem supercrip stereotype zugrunde: Wenn ein behinderter Mensch als erfolgreich gilt, liegt das daran, dass er dies trotz seiner Behinderung getan hat.

#### Charity-Modell
Das Charity-Modell stellt behinderte Menschen als bemitleidenswerte Opfer dar und nicht behinderte Menschen, die ihnen Wohltätigkeit zukommen lassen, als wohltätige Retter. Dieses Modell wird häufig mit anderen Defizitmodellen kombiniert, wie etwa dem Tragödien- und dem Medizinmodell.
Dieses Modell wird von Menschen mit Behinderungen kritisiert, da es die Menschen in den Mittelpunkt stellt, die die Wohltätigkeit leisten und nicht diejenigen, denen angeblich „geholfen“ wird. Behinderung dient nicht behinderten Menschen als Mittel, sich durch Wohltätigkeit wohlzufühlen – ohne Rücksicht darauf, ob diese Wohltätigkeit erwünscht oder wirksam ist.

#### Moralische und religiöse Modelle
Das moralische Modell von Behinderung, auch als religiöses Modell bekannt, betrachtet Behinderung als eine Form der Bestrafung für moralische Defizite. In der jüdisch-christlichen Tradition kann Behinderung als Strafe Gottes für Sünden angesehen werden; im Hinduismus kann Behinderung als Karma für in früheren Leben begangene Missetaten verstanden werden. Das moralische Modell ist durch ein Misstrauen gegenüber behinderten Menschen gekennzeichnet.
Das moralische Modell wird häufig im Zusammenhang mit Behinderungen verwendet, bei denen das Handeln des Einzelnen zur Entstehung der Behinderung beigetragen haben könnte, wie etwa bei AIDS, Diabetes Typ 2, Adipositas und Sucht. Bei Suchterkrankungen wird das moralische Modell oft dem medizinischen Modell gegenübergestellt: Sucht wird weniger wahrscheinlich als moralisches Versagen angesehen, wenn man sie stattdessen als unfreiwilligen, medizinischen Zustand versteht.

### Experten-/Fachmodelle zur Behinderung
Im Experten- oder professionellen Modell der Behinderung ist Behinderung ein Problem, das von Experten identifiziert und anschließend eine Reihe von Interventionen verordnet werden muss. Dieses Modell erzeugt ein Machtgefälle, bei dem ein fähiger, autoritärer Dienstleister im Auftrag eines passiven, behinderten Klienten handelt. Im Extremfall wird behinderten Menschen keinerlei Autorität oder Autonomie über ihre Pflege oder ihr tägliches Leben zugestanden. Dieses Modell wird als Fixer/Fixee-Beziehung beschrieben.

#### Medizinisches Modell
Das medizinische Modell, auch als Normalisierungsmodell bekannt, betrachtet Behinderung als eine medizinische Störung, die einer Behandlung und letztendlich Heilung bedarf. Das Endziel ist eine Welt, in der Behinderungen nicht mehr existieren, da alle Behinderungen „geheilt“ wurden.
Im medizinischen Modell sind Ärzte die primären Autoritäten in Bezug auf Behinderung. Es wird als Defizitmodell eingestuft, da es Behinderung als gesundheitliches Defizit betrachtet. Es wird auch als individualistisches Modell eingestuft, da Behinderung eine Folge des Körpers/Geistes jedes Einzelnen ist. Das medizinische Modell wurde von der Behindertengemeinschaft heftig kritisiert, da viele behinderte Menschen keine Heilung wünschen und die Defizittheorie ablehnen.

#### Modelle zur Rehabilitation und zu funktionellen Einschränkungen
Das Rehabilitationsmodell, auch bekannt als Modell der funktionellen Einschränkungen, zielt darauf ab, Behinderungen durch Veränderungen sowohl des behinderten Individuums als auch seiner Umgebung zu „rehabilitieren“. Wie das medizinische Modell wird es sowohl als individualistisches Modell als auch als Defizitmodell kategorisiert. Allerdings geht es nicht um ein Gesundheitsdefizit, sondern um ein Beschäftigungsdefizit. Im Gegensatz zum medizinischen Modell zielt das Rehabilitationsmodell nicht darauf ab, die zugrunde liegende Ursache der Beeinträchtigung einer Person zu ändern; der Schwerpunkt liegt stattdessen auf der Funktionsfähigkeit.
Anders als beim medizinischen und eugenischen Modell besteht das Ziel nicht darin, Behinderungen zu beseitigen. Vielmehr sollen die Auswirkungen von Behinderungen auf die Gesellschaft minimiert werden. Dieses Modell erwartet von behinderten Menschen, sich so weit wie möglich der Gesellschaft anzupassen. Ähnlich wie beim medizinischen Modell werden hier Rehabilitationsexperten und nicht behinderte Menschen als Autoritäten für Behinderungen betrachtet.

##### Technologisches Modell
Das technologische Modell, auch bekannt als Disability Technoscience, zielt darauf ab, die Auswirkungen von Behinderung durch technologische Mittel zu reduzieren. Es ist eine Unterform des Rehabilitationsmodells und konzentriert sich speziell darauf, wie Technologie funktionelle Einschränkungen reduzieren kann. Im Gegensatz zum Rehabilitationsmodell werden hier Ingenieure und Designer als Autoritäten in Sachen Behinderung betrachtet.
Dieses Modell wurde von Behindertenvertretern kritisiert, weil es von behinderten Menschen den Bedarf an komplexen, teuren Technologien erwartet, anstatt Veränderungen in der Gesellschaft herbeizuführen. Warum sollte man beispielsweise einen teuren und wahrscheinlich unsicheren „Treppenrollstuhl“ entwickeln, wenn stattdessen die Bauvorschriften geändert werden sollten, um Rampen und Aufzüge bereitzustellen?

#### Biopsychosoziales Modell

Biopsychosoziale Modell der Gesundheit

Das biopsychosoziale Modell wurde von Psychologen entwickelt, um zu erkennen, wie die Wechselwirkungen zwischen biologischen, psychologischen und sozialen Faktoren den Ausgang einer bestimmten Erkrankung beeinflussen können.
Das Modell wurde sowohl von der Behindertengemeinschaft als auch von der medizinischen Gemeinschaft kritisiert, da der psychologische Aspekt in der klinischen Praxis oft überbetont wird. Beispielsweise wurde das biopsychosoziale Modell von Ärzten verwendet, um myalgische Enzephalomyelitis und medizinisch unerklärliche Symptome als psychosomatisch abzutun, ohne die somatischen Ursachen ausreichend zu untersuchen oder die sozialen Determinanten der Gesundheit zu berücksichtigen.
Behindertenvertreter kritisieren das biopsychosoziale Modell als Opferbeschuldigung. Laut Inclusion London geht das biopsychosoziale Modell davon aus, dass die Hauptursache für Arbeitslosigkeit bei Menschen mit Behinderungen nicht auf Diskriminierung am Arbeitsplatz, sondern auf die negative Einstellung und das negative Verhalten der Menschen mit Behinderungen gegenüber der Arbeit zurückzuführen ist. Wenn eine Person mit Behinderung aufgrund wiederholter Diskriminierung am Arbeitsplatz depressiv wird und sich nicht mehr um eine Stelle bewirbt, schiebt das biopsychosoziale Modell ihr die Schuld zu, da sie sich nicht ausreichend bemüht hat.

### Behinderung als kollektives Problem

#### Wirtschaftsmodell
Das ökonomische Modell betrachtet Behinderung als Defizit für die Wirtschaft. Das Modell nutzt die Linse der ökonomischen Analyse, um die Auswirkungen von Behinderung auf die wirtschaftliche Produktivität zu quantizieren, beispielsweise durch das DALY. Der Wert einer behinderten Person wird daher auf ihre Fähigkeit reduziert, zum Kapitalismus beizutragen, und wird als entmenschlichend und losgelöst von den breiteren soziologischen Kräften kritisiert.
Es ähnelt dem Rehabilitationsmodell, da es sich auf die Frage konzentriert, wie Behinderungen Menschen an der Erwerbstätigkeit hindern. Während das Rehabilitationsmodell jedoch auf qualitative, soziale Funktionen fokussiert, konzentriert sich das ökonomische Modell auf quantitative, finanzielle Auswirkungen.
Obwohl das ökonomische Modell auf individueller Basis angewendet werden kann, werden die finanziellen Auswirkungen einer Behinderung häufiger im Hinblick auf Arbeitgeber und Nationalstaaten bewertet. Tatsächlich wird dieses Modell in der Politikgestaltung westlicher Länder häufig herangezogen.

#### Bürokratie- und Compliance-Modelle
Das bürokratische Modell der Behinderung, auch Compliance-Modell genannt, behandelt Behinderung als eine Frage der rechtlichen Compliance für Institutionen. Behinderten Menschen werden besondere Ausnahmen von den Regeln zugestanden, aber nur, wenn sie über die genau erforderlichen Unterlagen verfügen, um ihre Würdigkeit zu beweisen.
Das Endziel dieses Modells besteht darin, Institutionen vor rechtlicher Haftung zu schützen. Behinderte Menschen werden daher als Menschen mit Defiziten in der Einhaltung von Regeln angesehen. Dieses Modell wird von Behindertenvertretern verwendet, um zu kritisieren, dass bürokratische Anpassungen für behinderte Menschen oft pauschal, starr, ineffektiv und für viele, die sie benötigen, unzugänglich sind.

#### Eugenisches Modell
Das eugenische Modell argumentiert, dass die Menschheit eine aktive Rolle bei der selektiven Züchtung wünschenswerter körperlicher und geistiger Eigenschaften spielen sollte. Im eugenischen Modell werden Menschen als geeignet oder ungeeignet kategorisiert. Sein Endziel ist eine Bevölkerung, die ausschließlich aus „geeigneten“ Menschen besteht und wurde als Rechtfertigung für Massensterilisation und Massenmord an als ungeeignet angesehenen Menschen herangezogen.
Im eugenischen Modell ist Behinderung nicht nur ein individuelles Defizit, sondern eine Bedrohung für den kollektiven Genpool. Das eugenische Denken basierte auf einem Missverständnis der Evolution: Genetische Variation ist wichtig für die Evolution und Widerstandsfähigkeit einer Art. Im Gegensatz dazu versteht das evolutionäre Modell Behinderung als einen positiven Beitrag zum Genpool.
Behindertenaktivisten und Wissenschaftler betonen, dass das eugenische Denken in der Gesellschaft weiterhin lebendig und aktiv ist. Beispielsweise hat die COVID-19-Pandemie ans Licht gebracht, wie häufig Menschen ohne Behinderung das Leben von Menschen mit Behinderung als entbehrlich betrachten, beispielsweise durch den gängigen Refrain „Nur die Alten und Kranken werden sterben“ und durch die medizinische Rationierungspolitik, die Menschen mit Behinderung ausdrücklich diskriminiert.
Ähnliche Berichte finden sich über behinderte Menschen, die im Hinblick auf den Klimawandel und die Katastrophenvorsorge als entbehrlich behandelt werden, und werden als „Klimadarwinismus“ bezeichnet. Bestimmte Diskurse von Umweltschützern, die sich auf die Bekämpfung der „Überbevölkerung“ (und nicht des übermäßigen Konsums) konzentrieren, werden dafür kritisiert, dass sie oft implizieren, die „Lösung“ bestehe darin, die Welt von degenerierten (behinderten) Menschen zu befreien.

## Modelle gegen Behinderung als Defizit

### Strukturmodelle

#### Bestätigungs- und Identitätsmodelle
Das Affirmationsmodell, auch bekannt als affirmatives Modell und Identitätsmodell, konzentriert sich auf die Vorteile einer Behinderung. Es ist eine direkte Ablehnung des Tragödienmodells der Behinderung. Dieses Modell wurde von Menschen mit Behinderungen entwickelt und positioniert Menschen mit Behinderungen als Autoritäten in Sachen Behinderung.
Das Konzept Deaf Gain beschreibt, wie der Verlust des Gehörs einem gleichzeitig einen Platz in der Gehörlosengemeinschaft bietet. Viele Gehörlose sind stolz auf ihre Gehörlosenkultur und die Besonderheiten der Gebärdensprachen.
In ähnlicher Weise hat die Neurodiversitätsbewegung ein affirmatives Modell von Behinderungen wie Autismus entwickelt. Viele autistische Menschen betrachten ihren Autismus als positiv und nicht behandlungsbedürftig. Veranstaltungen wie der Autistic Pride Day feiern Autismus als positive Identität.
Das Endziel des Affirmationsmodells ist eine Welt, in der behinderte Menschen eine kollektive Identität haben, die eine Quelle eines positiven Selbstbildes und Stolzes ist.

#### Sozialmodell

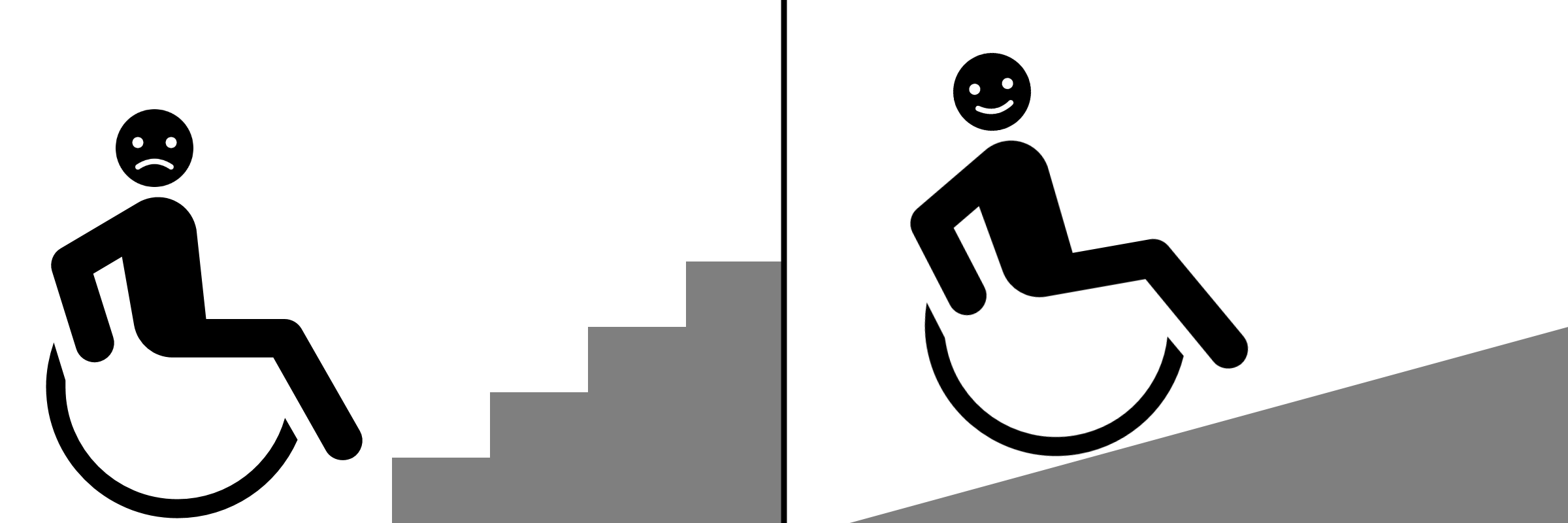
Die Probleme eines Rollstuhlfahrers werden durch eine unzugängliche Umgebung verursacht.

Das soziale Modell geht davon aus, dass Behinderung durch gesellschaftlichen Ableismus verursacht wird. Behinderung unterscheidet sich von Beeinträchtigung: Beeinträchtigung bezeichnet die physischen Einschränkungen des menschlichen Körpers und Geistes, während Behinderung gesellschaftlich bedingt ist. Beispielsweise ist angeborenes Hörvermögen eine Beeinträchtigung. Was jedoch tatsächlich behindernd ist, ist die geringe Verbreitung von Gebärdensprachen in der Gesellschaft und die häufige Unzugänglichkeit von Transkription und Untertitelung.
In einem sozialen Umfeld, in dem die Verwendung einer Gebärdensprache allgegenwärtig ist, stellt Taubheit keine Behinderung mehr dar. Vor der Kolonisierung verwendeten viele indianische Kulturen Amerikas routinemäßig Gebärdensprachen wie die Plains Indian Sign Language und kannten kein Behinderungskonzept, das Taubheit einschloss.
Das soziale Modell wird üblicherweise direkt dem medizinischen Behinderungsmodell gegenübergestellt. Während das medizinische Modell Behinderung als ein Problem betrachtet, das im Individuum selbst liegt, betrachtet das soziale Modell Behinderung als ein Problem der Gesellschaft, in der das Individuum lebt. Das soziale Modell wurde, wie das Affirmationsmodell, von Behindertenaktivisten entwickelt.
Das Endziel des Sozialmodells ist eine Welt, in der behinderte Menschen uneingeschränkt am sozialen Leben teilhaben können. Alle Barrieren für die Teilhabe von Menschen mit Behinderungen wurden durch universelles Design in der gebauten Umwelt, die weit verbreitete Verwendung von Gebärdensprachen, universelles Design für das Lernen in der Lehre, den universellen Zugang zu Hilfskräften, die fair bezahlt werden, usw. beseitigt.
Das soziale Modell wurde als zu reduktionistisch kritisiert. Einige Behinderungen, wie z. B. ME/CFS, gehen mit körperlichen Schmerzen oder Müdigkeit einher und passen daher nicht so recht in das herkömmliche soziale Modell der Behinderung.

#### Menschenrechtsmodell
Das Menschenrechtsmodell, auch Rechtemodell genannt, betrachtet behinderte Menschen als von Natur aus der Menschenrechte und Würde würdig. Behinderte Menschen sollten die gleichen Rechte wie alle anderen in der Gesellschaft haben und gesetzlich vor Diskriminierung geschützt sein. Es steht im Gegensatz zum Charity-Modell. Mit seinem Schwerpunkt auf persönlichen Freiheiten, Rechten und Autonomie wurzelt dieses Modell im philosophischen Liberalismus.
Das Menschenrechtsmodell wurde kritisiert, da es sich auf die Reform des bestehenden Sozialsystems konzentriert, anstatt grundlegende soziale Veränderungen herbeizuführen. Das Menschenrechtsmodell zielt beispielsweise darauf ab, rechtliche Diskriminierung von Menschen mit Behinderungen zu verhindern, die Privateigentum besitzen.
Das Menschenrechtsmodell zielt darauf ab, dass behinderte Menschen vollständige Autonomie bei Entscheidungen haben, die ihr Leben betreffen. Im Gegensatz zum sozialen Modell erkennt das Menschenrechtsmodell an, dass manche behinderte Menschen unter chronischen Schmerzen und/oder Müdigkeit leiden, die sie behandeln oder heilen lassen möchten. Das Menschenrechtsmodell besagt, dass alle behinderten Menschen ein Recht auf eine patientenorientierte medizinische Behandlung haben, die ihre körperliche Autonomie respektiert, und respektiert, dass manche behinderte Menschen dieses Recht nutzen, um ihre Behinderung heilen zu lassen.

### Poststrukturelle Modelle

#### Kulturelle und soziale Konstruktionsmodelle
Das kulturelle Modell von Behinderung, auch bekannt als soziales Konstruktionsmodell und Modell der critical disability studies (CDS), versteht Behinderung und Beeinträchtigung als Kategorien, die durch akademisches Wissen, kulturelle Medien und alltägliche Diskurse generiert werden. Dieses Modell konzentriert sich auf die sozialen Kräfte, die die Kategorie „Behinderung“ prägen und verstärken. Dieses Modell verwendet eine poststrukturalistische soziokulturelle Linse, um zu untersuchen, wie sich die Grenzen von Behinderung über Kulturen und Zeiten hinweg verschieben. Sein letztendliches Ziel ist es, die unausgesprochenen Annahmen über Behinderung zu entschlüsseln und zu dekonstruieren.
Im Gegensatz zum sozialen Modell betrachtet das kulturelle Modell sowohl „Beeinträchtigung“ als auch „Behinderung“ als soziale Konstrukte – und stellt die Vorstellung in Frage, dass diese Konzepte leicht voneinander getrennt werden könnten.

#### Radikales Modell
Im radikalen Modell ist Behinderung als Kategorie sozial konstruiert und wurde für die Zwecke des Kapitalismus und der weißen Vorherrschaft geschaffen. Das radikale Modell erkennt an, dass behinderte Menschen in der Praxis nicht die Definition von Behinderung kontrollieren, und daher ist jeder als „behindert“ zu bezeichnen, der von den relevanten politischen Kräften als behindert identifiziert wurde.
Das radikale Modell berücksichtigt wie das kulturelle Modell die sozialen Kräfte, die die Kategorie der Behinderung prägen. Es betrachtet „Beeinträchtigung“ und „Behinderung“ als gleichermaßen sozial konstruiert. Das radikale Modell konzentriert sich auf die intersektionalen Aspekte der sozialen Konstruktion von Behinderung. Beispielsweise wurde der moderne Intelligenzbegriff von der Rassenwissenschaft geschaffen, um Farbige als von Natur aus behindert darzustellen. Dies ist wiederum wichtig für das Verständnis der Sonderpädagogik in den Vereinigten Staaten wurde nach Brown v Board erweitert, um die Rassentrennung an Schulen aufrechtzuerhalten.
Das radikale Modell geht davon aus, dass Behinderung nicht sauber von anderen Unterdrückungskategorien wie Klasse, ethnischer Zugehörigkeit, sexueller Orientierung und Geschlecht getrennt werden kann. Es verschiebt den Schwerpunkt von den Rechten von Menschen mit Behinderungen auf die Gerechtigkeit für Menschen mit Behinderungen.
Das radikale Modell geht davon aus, dass an behinderten Menschen nichts grundsätzlich falsch ist: Gehörlose Menschen sind eine sprachliche Minderheit, neurodivergente Menschen denken anders, Menschen mit Mobilitätseinschränkungen bewegen sich anders usw.
Das Endziel des radikalen Modells ist eine Welt ohne Kyriarchie. Das radikale Modell ist explizit antikapitalistisch, antirassistisch, antikolonialistisch, feministisch und queerer Befreiungskämpfer. Politisch wird es oft mit Sozialismus und Anarchismus in Verbindung gebracht.